# Horst Jäcker

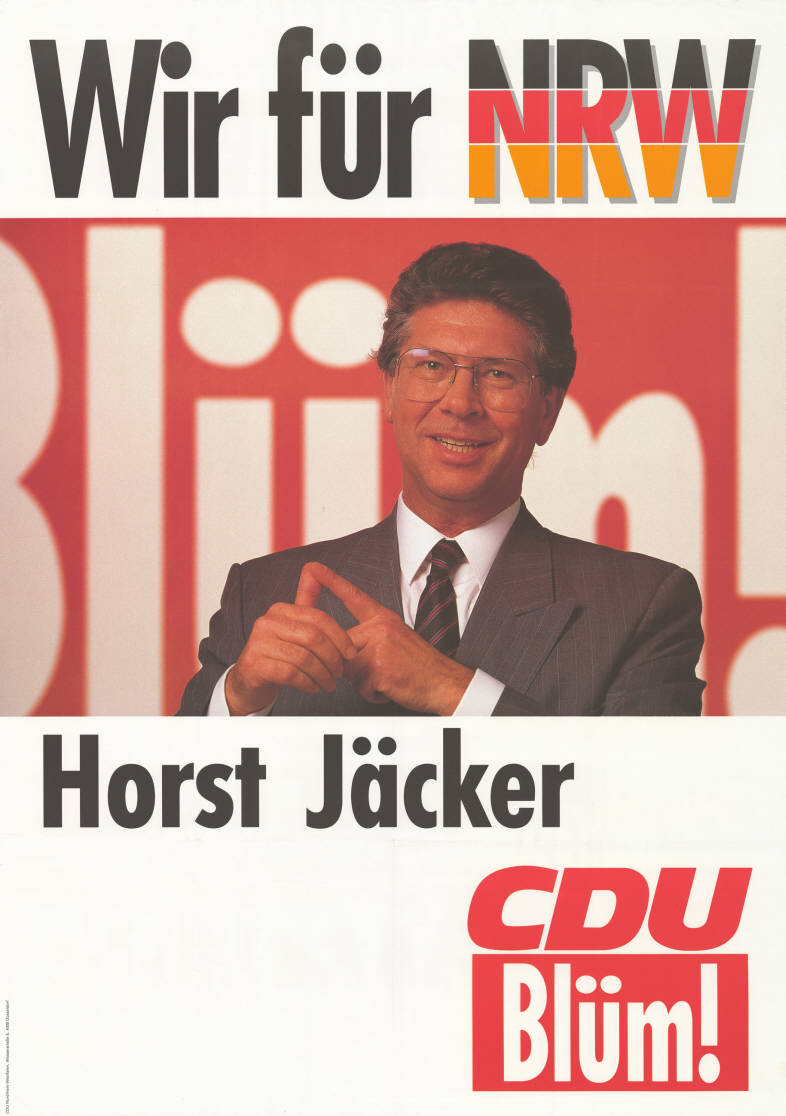
Horst Jäcker auf einem Wahlplakat zur Landtagswahl 1990

Horst Jäcker (* 21. März 1941 in Werdohl) ist ein deutscher Politiker und ehemaliger Landtagsabgeordneter (CDU).

## Leben und Beruf
Nach dem Besuch der Volksschule und der Realschule arbeitete er bis 1961 bei der Handelsmarine. Anschließend absolvierte er von 1961 bis 1963 eine kaufmännische Ausbildung und war dann als Industriekaufmann und in der Versicherungsbranche als Generalagent der Zürich Versicherungen tätig.
Der CDU gehörte Jäcker seit 1962 an. Er war in zahlreichen Parteigremien tätig. Ab 1968 war er Vorsitzender der Partei in Werdohl, wo er auch Vorsitzender des örtlichen Schwimmvereins war.
Jäcker ist evangelisch und heiratete 1966 Doris Bals, mit der die zwei Töchter Ulrike und Kristina bekam.

## Abgeordneter
Vom 30. Mai 1985 bis zum 31. Mai 1995 war Jäcker Mitglied des Landtags des Landes Nordrhein-Westfalen. Er wurde jeweils über die Landesliste seiner Partei gewählt.
Dem Stadtrat der Stadt Werdohl gehörte er, unter anderem als stellvertretender Bürgermeister, seit 1969 an.